# Symplectoscyphus macroscyphus
Symplectoscyphus macroscyphus är en nässeldjursart som beskrevs av Vervoort och Watson 2003. Symplectoscyphus macroscyphus ingår i släktet Symplectoscyphus och familjen Sertulariidae. Inga underarter finns listade i Catalogue of Life.